# Sanjivani
 (juin 2024).
Le contenu est difficilement compréhensible vu les erreurs de traduction, qui sont peut-être dues à l'utilisation d'un logiciel de traduction automatique.
 (juin 2024).
Pour les articles homonymes, voir Sanjivani Jadhav.
Sanjivani ou le Mrtasanjivani (sanskrit : मृतसञ्जीवनी) est une plante médicinale présentée dans l'épopée hindoue Ramayana[source insuffisante].

## Littérature
L'herbe est mentionnée dans le Ramayana lorsque le fils de Ravana, Indrajit, lance une arme puissante sur Lakshmana. Lakshmana est grièvement blessé et tué par cette attaque. Dans le Kamba Ramayanam, Sushen Vaidh demande à Hanuman d'aller chercher l'herbe sanjeevani en volant vers le côté nord du Mont Meru, où il trouverait le Nīla-mahāgiri. , la grande montagne bleue, au-delà de laquelle il trouverait le Ṛṣabhādri, la montagne en forme de bœuf, à deux sommets. Cette montagne est décrite comme abritant quatre herbes médicinales, dont le sanjeevani. Impossible d'identifier le herbe, et comme le temps presse, Hanuman soulève toute la montagne et la porte au mort Lakshmana, qui est guéri et ressuscité après son application.
La montagne qui porte le sanjeevani est également appelée Oshadhiparvata.

## Identification
La montagne d'herbes est identifiée comme la Vallée des Fleurs, près de Badri dans l'Uttarakhand, sur les pentes de l'Himalaya.
Plusieurs plantes ont été proposées comme candidates possibles pour la plante sanjeevani, notamment : Selaginella bryopteris, Dendrobium plicatile (synonyme Desmotrichum fimbriatum),  Cressa cretica, et d'autres. Une recherche de textes anciens dans les laboratoires du CSIR n'a révélé aucune plante pouvant être définitivement confirmée comme étant sanjeevani. Dans certains textes, il est écrit que Sanjeevani brille dans le noir,.
L'herbe, dont la médecine ayurvédique attribue des propriétés médicinales, a été recherchée sans succès pendant des siècles, jusqu'aux temps modernes. L'État himalayen de Uttarakhand, dans le nord de l'Inde, a engagé un premier montant de 250 millions de roupies (2,8 millions de livres sterling) d'argent public pour rechercher pour sanjeevani Booti à partir d'août 2016. Les recherches se sont concentrées sur la chaîne Dronagiri de l'Himalaya, près de la frontière chinoise. Le Ramayana mentionne une montagne qui ferait référence à la chaîne de Dronagiri, où l'herbe magique est censée pousser. L'Uttarakhand a créé un département du AYUSH en novembre 2014.

### Garuda Sanjivani
Nommée Garuda Sanjivani une branche de bois en forme de spirale capable de se mouvoir seul dans l'eau en remontant le courant en utilisant la force de départ, est également considérée comme le Sanjivani originel.